# John Adams Dix
John Adams Dix (24. juli 1798 – 21. april 1879) var en amerikansk politiker fra New York. Han var finansminister (Secretary of the Treasury), senator, og guvernør for New York. Han var også en kendt general fra den amerikanske borgerkrig.